# Taiga Hasegawa
Taiga Hasegawa (en japonés: 長谷川大河, Hasegawa Taiga; 23 de octubre de 2005) es un deportista japonés que compite en snowboard, especialista en las pruebas de big air y slopestyle.
Ganó dos medallas en el Campeonato Mundial de Snowboard, en los años 2023 y 2025, ambas en la prueba de big air. Adicionalmente, consiguió tres medallas en los X Games de Invierno.

## Medallero internacional
| Campeonato Mundial | Campeonato Mundial  | Campeonato Mundial | Campeonato Mundial |
| Año                | Lugar               | Medalla            | Prueba             |
| ------------------ | ------------------- | ------------------ | ------------------ |
| 2023               | Bakuriani (Georgia) | Medalla de oro     | Big air            |
| 2025               | Engadina (Suiza)    | Medalla de plata   | Big air            |

| X Games de Invierno | X Games de Invierno    | X Games de Invierno | X Games de Invierno |
| Año                 | Lugar                  | Medalla             | Prueba              |
| ------------------- | ---------------------- | ------------------- | ------------------- |
| 2024                | Aspen (Estados Unidos) | Medalla de oro      | Big air             |
| 2025                | Aspen (Estados Unidos) | Medalla de plata    | Big air             |
| 2025                | Aspen (Estados Unidos) | Medalla de bronce   | Slopestyle          |